# Acacia stricta
Acacia stricta är en ärtväxtart som först beskrevs av Henry Charles Andrews, och fick sitt nu gällande namn av Carl Ludwig von Willdenow. Acacia stricta ingår i släktet akacior, och familjen ärtväxter. Inga underarter finns listade i Catalogue of Life.